# سيد حسن علي (إمام)
السيد حسن علي أو سيد حسن بك كان الإمام الثاني والأربعون لفرع قاسم شاه من الطائفة الإسماعيلية النزارية.
خلف السيد حسن علي والده علي السيد (إمام) عندما توفي الأخير في أيلول 1754 م. بينما أقام أسلافه في بلدة كهك الغامضة في وسط بلاد فارس، انتقل السيد حسن علي إلى شهر بابك، على ما يبدو لتجنيب أتباعه الخوجة من الهند رحلة الطريق الشاقة إلى كهك، والتي تعرضوا خلالها لهجمات القبائل البختياري والابتزاز من المسؤولين المحليين.
سمحت الأموال التي حصل عليها من العشور التي دفعها الخوجة لحسن علي بالحصول على ممتلكات كبيرة في شهر بابك، وكذلك عاصمة المقاطعة كرمان، والتي أصبحت مقر إقامته الشتوي. وكان أيضًا أول إمام نزاري يظهر علنًا منذ سنوات عديدة، ولعب دورًا مهمًا في الشؤون المحلية. كان قريبًا بشكل خاص من حاكم المنطقة شهروخ خان أفشار، كما يتضح من زواج ابنته من لطف علي خان بن شهروخ.
وخلف السيد حسن علي ابنه قاسم علي.